# Michael Price (scénariste)
Pour les articles homonymes, voir Michael Price et Price.
Michael Price, né le 22 octobre 1958, est un écrivain et producteur américain, surtout connu pour son travail primé aux Emmy Awards et à la Writers Guild of America sur Les Simpson.

## Biographie
Il grandit à South Plainfield, New Jersey, et a fréquenté l'Université d'État de Montclair, où il obtient un baccalauréat en arts du théâtre, et l'Université de Tulane, où il obtient une maîtrise en beaux-arts en mise en scène pour le théâtre.
Il est scénariste et coproducteur exécutif de la série ABC Teacher's Pet . Il est consultant en scénario sur Les Simpson, le film et a écrit le spécial Lego Star Wars, Lego Star Wars: The Padawan Menace . Il travaille chez Lucasfilm pour écrire et produire la franchise Lego Star Wars.
Parmi les autres émissions de télévision pour lesquelles il a écrit, il y a notamment What About Joan?, The PJs, Teen Angel, Homeboys in Outer Space, The Newz et One Minute to Air.
Michael Price a coécrit et coproduit la série Bill Burr F Is for Family en 2015 sur Netflix. L'émission est une sitcom animée et s'inspire du stand-up de Burr.

## Filmographie

### Scénariste

#### Pourles Simpson
| Année | Titre                                                       | Titre original                          | Saison | Épisode | Réalisateur       |
| ----- | ----------------------------------------------------------- | --------------------------------------- | ------ | ------- | ----------------- |
| 2003  | Une mamie hors la loi                                       | My Mother the Carjacker                 | 15     | 2       | Nancy Kruse       |
| 2003  | Père Noël sans frontières                                   | 'Tis the Fifteenth Season               | 15     | 7       | Steven Dean Moore |
| 2005  | Maman de bar                                                | Mommie Beerest                          | 16     | 7       | Mark Kirkland     |
| 2006  | Willie le gentleman                                         | My Fair Laddy                           | 17     | 12      | Bob Anderson      |
| 2007  | La Chorale des péquenots                                    | Yokel Chords                            | 18     | 14      | Susie Dietter     |
| 2007  | L'Équipe des nuls                                           | The Boys of Bummer                      | 18     | 18      | Rob Oliver        |
| 2007  | Funérailles pour un félon                                   | Funeral for a Fiend                     | 19     | 8       | Rob Oliver        |
| 2008  | Un pour tous, tous pour Wiggum                              | E Pluribus Wiggum                       | 19     | 10      | Michael Polcino   |
| 2009  | La Conquête du test                                         | How the Test Was Won                    | 20     | 11      | Lance Kramer      |
| 2010  | À tyran, tyran et demi                                      | American History X-cellent              | 21     | 17      | Bob Anderson      |
| 2010  | Ce fou d'Monty                                              | The Fool Monty                          | 22     | 6       | Steven Dean Moore |
| 2012  | Enfin la liberté                                            | At Long Last Leave                      | 23     | 14      | Matthew Nastuk    |
| 2012  | Aïe, robot !                                                | Them, Robot                             | 23     | 17      | Michael Polcino   |
| 2012  | Dan le bouclier                                             | Penny-Wiseguys                          | 24     | 5       | Mark Kirkland     |
| 2013  | Les Dangers du train                                        | Dangers on a Train                      | 24     | 22      | Steven Dean Moore |
| 2014  | Joue pas les arbitres                                       | You Don't Have to Live Like a Referee   | 25     | 16      | Mark Kirkland     |
| 2015  | Grand et Fort                                               | Walking Big & Tall                      | 26     | 13      | Chris Clements    |
| 2015  | Math elle aime                                              | Mathlete's Feat                         | 26     | 22      | Michael Polcino   |
| 2016  | Beaucoup d'Apu pour un seul bien                            | Much Apu About Something                | 27     | 12      | Bob Anderson      |
| 2017  | Fastcarraldo                                                | Fatzcarraldo                            | 28     | 14      | Mark Kirkland     |
| 2018  | La Peur du clown                                            | Fears of a Clown                        | 29     | 14      | Steven Dean Moore |
| 2019  | Le Petit Soldat de plomb                                    | Mad About the Toy                       | 30     | 11      | Rob Oliver        |
| 2021  | Est-ce que les bots de pizza rêvent de guitare électrique ? | Do Pizza Bots Dream of Electric Guitars | 32     | 15      | Jennifer Moeller  |
| 2022  | Viande = Meurtre                                            | Meat Is Murder                          | 33     | 21      | Bob Anderson      |
| 2023  | Kirk la Menace                                              | Hostile Kirk Place                      | 34     | 16      | Steven Dean Moore |
| 2023  | La Romance de Bonny                                         | AE Bonny Romance                        | 35     | 8       | Matthew Nastuk    |

#### Autre
- 1994 : Aaahh!!! Real Monsters (1 épisode)
- 1994 : The Newz
- 1996 : One Minute to Air
- 1996-1997 : Homeboys in Outer Space (2 épisodes)
- 1997 : Teen Angel (3 épisodes)
- 1998-1999 : Hercule (5 épisodes)
- 2000 : Les Stubbs (2 épisodes)
- 2000 : Buzz l'Éclair (1 épisode)
- 2000 : Teacher's Pet (3 épisodes)
- 2000 : What About Joan
- 2007 : Les Simpson, le film (consultant)
- 2010 : Presidential Reunion
- 2011 : Lego Star Wars : Les Chroniques de Yoda (5 épisodes)
- 2012 : The Men's Room
- 2012 : Dure journée pour Maggie
- 2012 : Star Wars Detours

### Producteur
- 1997 : Smart Guy
- 2000 : Les Stubbs (3 épisodes)
- 2000-2002 : Teacher's Pet (13 épisodes)
- 2012 : On Freddie Roach (6 épisodes)
- 2012-2013 : Lego Star Wars : Les Chroniques de Yoda (4 épisodes)
- 2012-2013 : The Fight Game with Jim Lampley (5 épisodes)
- 2002-2014 : Les Simpson (162 épisodes)

### Acteur
- 1999 : Les Stubbs (1 épisode)